# استفان رادو
استفان دنیل رادو (رومانیایی: Ștefan Daniel Radu؛ زادهٔ ۲۲ اکتبر ۱۹۸۶) بازیکن فوتبال اهل رومانی است که برای باشگاه لاتزیو بازی می‌کند‌.

وی همچنین در تیم ملی فوتبال رومانی بازی کرده است.